# غاري ويب
غاري ويب (بالإنجليزية: Gary Webb)‏ هو صحفي أمريكي، ولد في 31 أغسطس 1955 في كورونا في الولايات المتحدة، وتوفي في 10 ديسمبر 2004 في Carmichael, California ‏ في الولايات المتحدة.

## وصلات خارجية
- غاري ويب على موقع الموسوعة البريطانية (الإنجليزية)
- غاري ويب على موقع إن إن دي بي (الإنجليزية)